# Löstrup
Löstrup (dänisch Løstrup) ist ein Ortsteil der Gemeinde Sörup.

## Lage
Löstrup liegt nördlich, leicht östlich des Ortes Sörup. Die Straße von Löstrup trägt den selbigen Namen, also Löstrup. Südlich von Löstrup liegt der Fluss Löstrupau (auch: Elkierau, Winbek, dän. Vinbæk). Dieser entspringt offensichtlich weiter nördlich bei Dingholz und mündet im Südensee.

## Hintergrund
Die Endung -rup des Ortsnamens deutet auf ein Dorf hin. Auf der dänischen Landesaufnahme von 1857/58 war das Dorf schon eingezeichnet. 1886 wurde die Freiwillige Feuerwehr Barg-Löstrup-Möllmark gegründet. 1962 wurden Löstrup 82 Einwohner gezählt. 1981 zählte Löstrup 81 Einwohner. Löstrup gehörte über lange Zeit zu den Gemeinden vom Kreis Flensburg-Land. Am 15. Februar 1970 wurde die Gemeinde Löstrup nach Sörup eingemeindet.

## Sage von der Zerstörung Löstrups durch die Hexe Gunne
An der Flensburg-Kappler Chaussee, beim Hof Löstrupstamm (Lage) nahe Dingholz, befindet sich eine Koppel mit einem Hünengrab. Kongenshy oder auch „Gunneshy“ wird diese Koppel genannt. Auf dem Hünengrab soll im Jahr 1570 eine Frau namens Gunne als Hexe verbrannt worden sein. Für die Verbrennung soll ein Bauer aus Löstrup drei Faden Holz geliefert haben. Die Frau soll kurz vor ihrem Tode einen in der Nähe stehenden Dornenbusch als Zeugen ihrer Unschuld angerufen haben. Einem letzten „Spruch“ Gunnes nach sollte das Dorf Löstrup ein Raub der Flammen werden, wenn dieser Dornbusch weggehauen würde. Die anwesenden Schaulustigen wollen zumindest diese Warnung noch vor dem Tod der „Hexe“ vernommen haben. Über längere Zeit soll die „Drohung“ beachtet worden sein. Der Busch blieb wohl bis zum Anfang des 20. Jahrhunderts stehen. Als er schließlich entfernt wurde, erfüllte sich Gunnes Spruch nicht.
Die Sage beruht auf wahren Fakten. Offenbar wurde tatsächlich im Jahr 1570 an besagter Stelle eine Frau namens Gunne als „Hexe“ verbrannt.